# Круглое (озеро, Шатурский район)
Круглое (Озерко) — озеро в Пышлицком сельском поселении Шатурского района Московской области. Относится к группе Клепиковских озёр. Высота над уровнем моря — 112 м.

## Название
Название Круглое озеро получило по своей форме, а Озерко из-за своего небольшого размера.

## Физико-географическая характеристика
Площадь — 0,04 км² (4 га), длина и ширина — около 200 м. Для озера характерны отлогие, низкие берега. Прибрежная зона сильно заболочена.
Глубина до 2,5 м. Дно песчаное, покрыто илом. Вода полупрозрачная, торфяная с коричневой окраской. Видимость до 40 см.
Среди водной растительности распространены камыш, жёсткий тростник, стрелолист, ряска, элодея, телорез, рдесты; встречаются: кубышка, кувшинка, осоки, рогоз, земноводная гречиха, канадский рис, водокрас лягушачий, водяной хвощ, реже — сабельник, частуха подорожниковая. В озере обитают щука, окунь, ёрш, вьюн, карась, плотва, налим, линь, густера, лещ, редко попадается уклея. Встречаются ондатра, бобр, водяная крыса.
Озеро используется для рыболовства и охоты на перелётных птиц.